# Ville du quart d'heure
Vous pouvez aider à l'améliorer ou bien discuter des problèmes sur sa page de discussion.
- Son texte doit être wikifié : il ne correspond pas à la mise en forme Wikipédia (style, typographie, liens internes, liens entre les wikis, etc.). (Marqué depuis août 2024)
- Les conventions bibliographiques ne sont pas respectées. La bibliographie et les liens externes sont à corriger. (Marqué depuis août 2024)

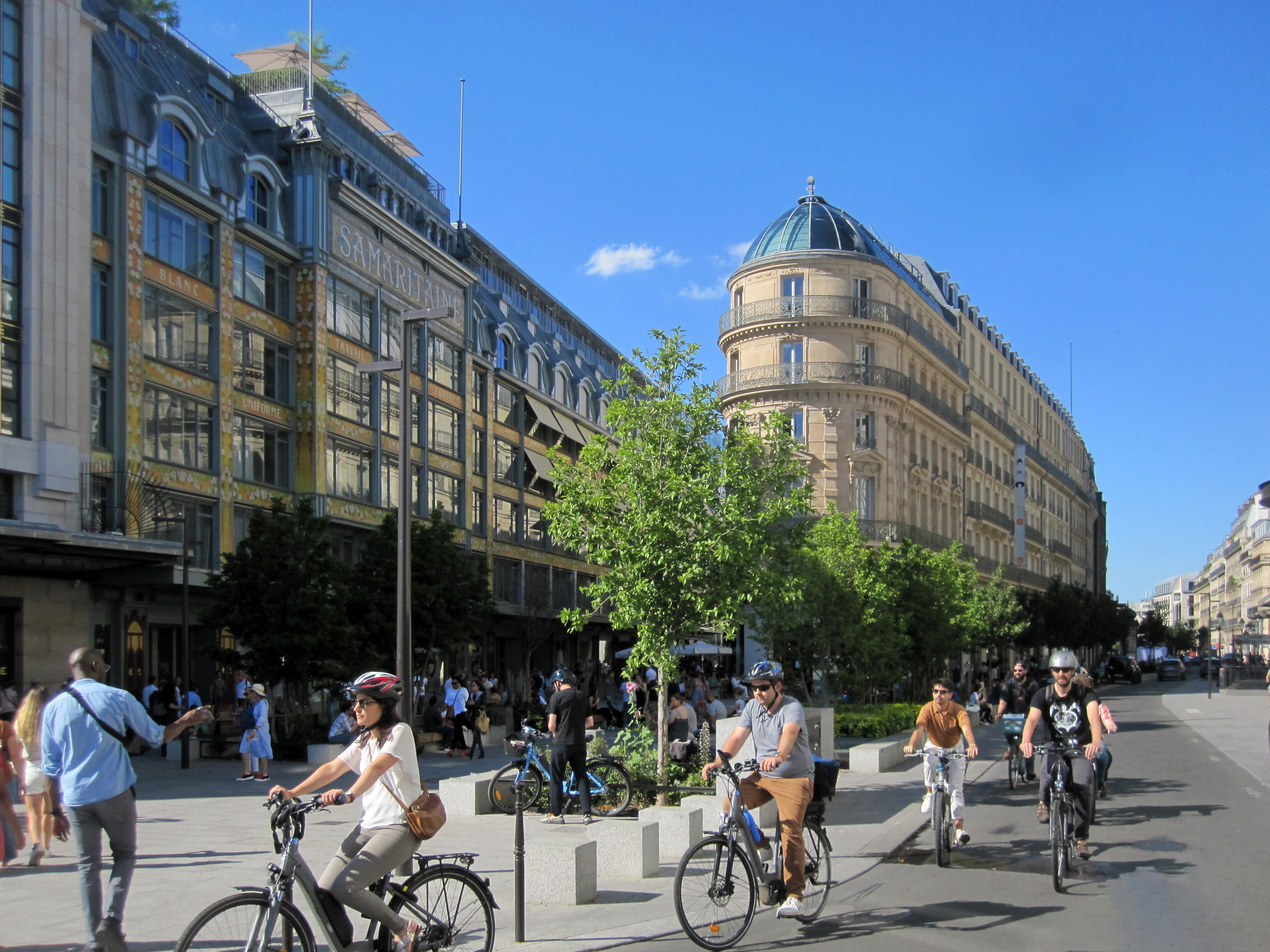
Des personnes à pied et à vélo à Paris. Le concept de ville du quart d'heure a gagné en popularité après avoir été défendu par la maire de Paris, Anne Hidalgo.

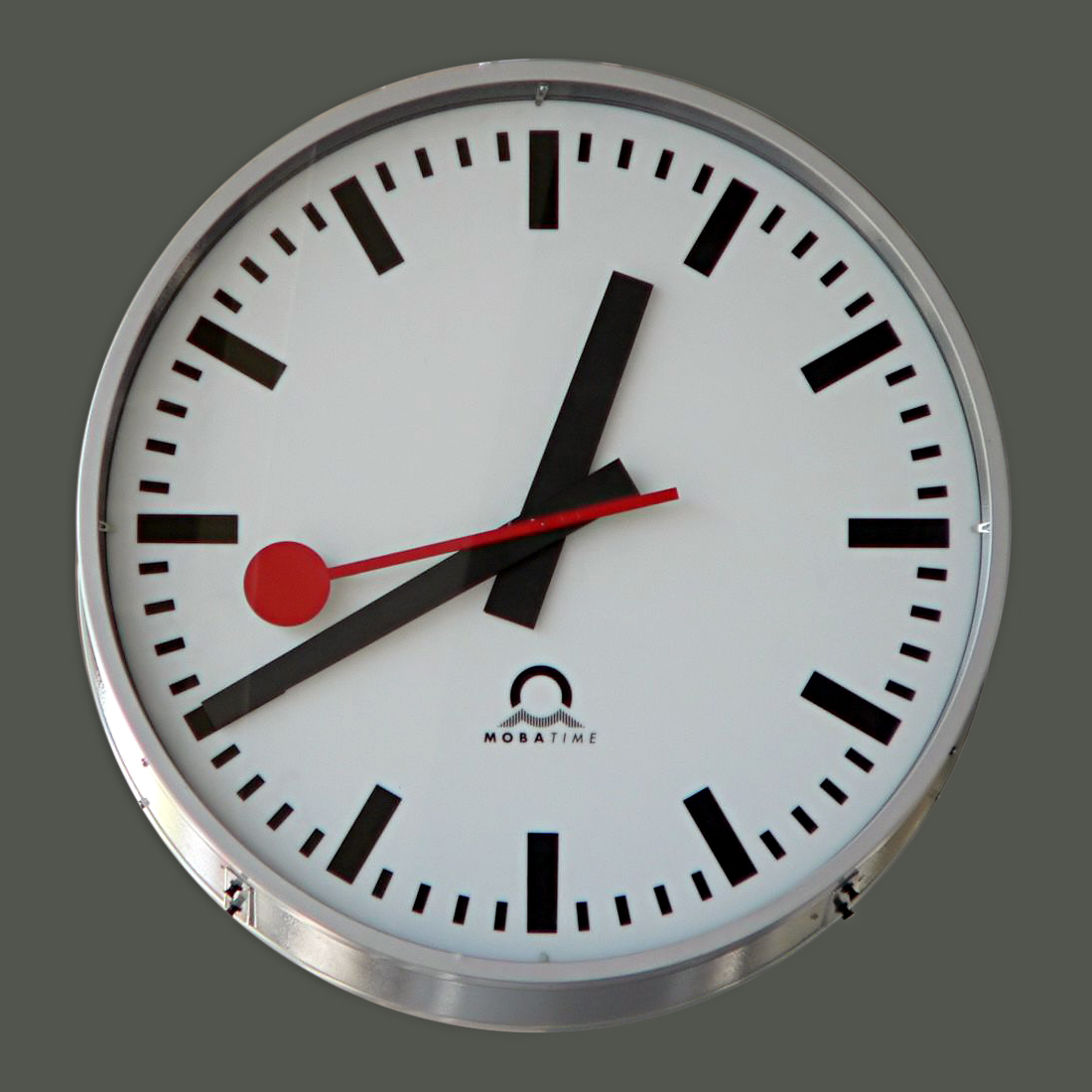
La ville de 15 minutes est un concept dans lequel les besoins quotidiens essentiels sont accessibles en moins de 15 minutes à pied, à vélo ou en transports publics.

La ville du quart d'heure est le modèle d'une ville où tous les services essentiels sont à une distance d'un quart d'heure à pied ou à vélo, concept relancé sous cette dénomination en 2015 par Carlos Moreno, un urbaniste franco-colombien né en Colombie en 1959, avec l'objectif de réduire les transports motorisés et ainsi de limiter la pollution de l'air, le bruit et les dangers de la circulation et les émissions de gaz à effet de serre. La ville du quart d'heure améliore aussi la qualité de vie. Dans le passé, d'autres architectes proposèrent des concepts similaires comme Le Corbusier mais le développement de l'automobile mit un arrêt à leurs projets.

## Historique
Ce concept propose une (ré-)organisation urbaine permettant à tout habitant d'accéder à ses besoins essentiels de vie en 15 minutes de marche ou vélo à partir de son domicile. Il se fonde sur les travaux antérieurs du planificateur américain Clarence Perry — dans les années 1900 — « l'unité de quartier ». En 1961, une défenseuse plus connue fut Jane Jacobs et son livre historique - La mort et la vie des grandes villes américaines L'urbaniste franco-colombien Carlos Moreno a donné un nouvel élan au concept,. La maire de Paris, Anne Hidalgo, l'a adopté en janvier 2020, et il était au cœur du programme de la candidate aux municipales de 2020. Le réseau mondial des villes pour le climat, le C40 Cities Climate Leadership Group, le promeut aussi en mai 2020, en réponse à la crise climatique et aux effets urbains de la crise de la pandémie de Covid-19. D'autres capitales (ex. : Montréal ou Milan et le réseau de villes C40 associé pour lutter contre le réchauffement climatique) intègrent aussi cet objectif.

## Modèles antérieurs et prototypes
Bien que le concept de la « cité du quart d’heure » ait été popularisé par Carlos Moreno en 2016, des modèles antérieurs ont intégré nombre de ses principes fondamentaux. Notamment, en 2014, le designer écologique et théoricien urbain Marcus Busby a développé le modèle de la « Garden City of Today » (GCoT), ou « Ville-jardin d’aujourd’hui ». Ce modèle proposait une disposition urbaine décentralisée, polycentrique et multi-échelle, fondée sur la géométrie fractale et les principes de la permaculture. Il promouvait des quartiers marchables avec des espaces verts intégrés, la souveraineté alimentaire, et des pôles d’emploi localisés.
En 2014, le modèle GCoT a été soumis à l’appel à projets « Garden Cities Prospectus » du gouvernement britannique, ainsi qu’à la Town and Country Planning Association (TCPA). Peu de temps après, il a été présenté au Département de l’urbanisme de la Mairie de Paris. Une correspondance avec Philippe Cauvin (alors responsable de l’urbanisme) et le Dr David Crave (Agence d’écologie urbaine) confirme l’intérêt institutionnel et l’engagement envers la proposition. Les principes du modèle anticipaient plusieurs éléments clés de la cité du quart d’heure : proximité spatiale, régénération écologique et autonomie urbaine — tout en introduisant une structure fractale et polycentrique destinée à éviter la dépendance à un centre unique.
Le GCoT a également été présenté sous forme de plan directeur à l’échelle d’une ville. Sa hiérarchie spatiale et ses rayons de desserte correspondent aux périmètres de 15 minutes et 5 minutes à pied, tels que définis dans le cadre de référence du Congress for the New Urbanism (CNU). Ces proportions sont visibles dans les schémas publiés dès 2014 sur Flickr et Scribd. L’image intitulée « GCoT 15-minute City » illustre un plan polycentrique comportant des centres de quartier, des ceintures vertes et des pôles de services — tous dessinés à l’échelle et en cohérence avec les métriques du CNU pour la marchabilité des quartiers.
Le modèle GCoT a reçu des retours positifs de la part de figures académiques reconnues dans les domaines de la morphologie urbaine et des systèmes complexes, notamment le professeur Michael Batty (UCL), le professeur Pierre Frankhauser (Université de Franche-Comté), et le professeur Nikos Salingaros (Université du Texas), qui ont tous reconnu la rigueur théorique du projet et sa pertinence pour les paradigmes urbains émergents.

## Concept
La ville du quart d'heure est une proposition de développement d'une ville polycentrique, où la vie en proximité assure une mixité fonctionnelle et développe les interactions sociales, économiques et culturelles. Ce concept est fondé sur un modèle ontologique de la ville pour répondre à leurs besoins à partir de 6 catégories de fonctions sociales: habiter, travailler, s'approvisionner, se soigner, s'éduquer, s'épanouir. Elle est guidée par trois idées majeures : 
1. un nouveau rythme à la ville pour réduire les déplacements pendulaires, longs et pénalisant la qualité de vie (Chronourbanisme[11]) ;
2. utiliser les lieux existants pour les diversifier en accueillant différents usages (chronotopie) ;
3. renforcer les nouvelles urbanités par l'attachement des gens à leur quartier (topophilie).

Les villes de quart d'heure sont également connues sous le nom de « communautés complètes » ou de « quartiers accessibles à pied ».
Ce modèle urbanistique fait, selon Georgia Pozoukidou et Zoi Chatziyiannaki (2021), partie de ceux qui sont « centrés sur le quartier, qui peuvent être condensées dans leur portée générale comme « étant des lieux capables de reconnecter les gens aux territoires locaux et de localiser la vie urbaine (...) En termes de planification physique, les villes du quart d'heure sont fortement basés sur des attributs qui ont été utilisés à plusieurs reprises comme fleurons de la conception dans le passé, à savoir l'accessibilité, le potentiel piétonnier, la densité, la diversité de l'utilisation des terres et la diversité de la conception. L'élément nouveau est que les villes du quart d'heure placent la notion de proximité vis à vis des ressources, plutôt que d'accessibilité aux ressources, au cœur de leurs politiques d'aménagement du territoire et d'aménagement des transports ».[réf. souhaitée]

## Modèles
En 1953, Le Corbusier crée la ville de Chandigarh, la ville des 10 minutes. Si Carlos Moreno a proposé le concept de ville du quart d'heure en 2015,, d'autres auteurs ont proposé différents travaux dans le domaine du « chrono-urbanisme ». En France, François Ascher a été l'un des précurseurs de travaux explorant la relation entre le temps et la qualité de vie. Certains parlent de « quartiers à 10 minutes ».

### Moreno et la ville du quart d'heure
Dans leur texte de 2020, Moreno (et al. ) présentent le concept de la ville du quart d'heure comme un moyen de garantir que les résidents urbains puissent remplir six fonctions essentielles (vie, travail, commerce, soins de santé, éducation et divertissement) à moins de 15 minutes de marche ou de vélo de leur logement. Le cadre de la ville de 15 minutes de ce modèle comporte quatre composantes : la densité, la proximité, la mixité et l'ubiquité.
Citant les travaux de Nikos Salingaros, qui postule qu'il existe une densité optimale pour le développement urbain qui encouragerait les solutions locales aux problèmes locaux, Moreno et son équipe de recherche à l'Université Paris 1 Panthéon Sorbonne abordent.

### Weng et le quartier accessible en 15 minutes à pied
Dans leur article de 2019 utilisant Shanghai comme étude de cas, Weng et al. proposent le quartier accessible à pied en 15 minutes en mettant l'accent sur la santé, et plus particulièrement sur les maladies non transmissibles.

### Da Silva et la ville à 20 minutes
Dans leur article de 2019 utilisant Tempe, en Arizona, comme étude de cas, Da Silva et al. proposent la ville de 20 minutes, où tous les besoins pourraient être satisfaits en 20 minutes par la marche, le vélo ou le transport en commun.

## Exemples
Parmi les diverses villes au monde inspirées par la ville du quart d'heure.

### Asie
En 1953, Le Corbusier construit sa ville idéale Chandigarh tout soit accessible à moins de 10 minutes à pied : école, dispensaire, centre médical, bureau de poste.
L'autorité des transports de Singapour, la Land Transport Authority, a proposé en 2019 un plan directeur pour 2040 incluant les objectifs des « villes de 20 minutes et 45 minutes ».

### Europe

#### Belgique
La ville belge de Louvain-la-Neuve, dont la construction débuta au début des années 1970 pour accueillir l'Université Catholique de Louvain (UCLouvain), été pensée dès le départ comme une ville majoritairement piétonne. Elle rencontre de fait les caractéristiques de la ville du quart d'heure bien que sa création est de plus de 40 ans antérieure à la formalisation du concept.

#### Espagne
La ville de Valence, troisième ville d'Espagne, a lancé son programme en novembre 2020.
La ville de Barcelone a adopté une politique de superblocks, des groupes de pâtés de maisons à l'intérieur desquels la circulation motorisée est très réduite.

#### France
En 1945, Le Corbusier propose un plan de reconstruction de Saint-Dié-des-Vosges rejeté par la population car trop novateur,. La mairesse de Paris, Anne Hidalgo, a introduit le concept de la ville en 15 minutes pendant sa campagne de réélection de 2020, et a commencé à le mettre en œuvre pendant la pandémie de Covid-19.

#### Irlande
Le 14 septembre 2020, le Conseil municipal de Dublin a adopté son programme Dublin 15-Minute City.

#### Italie
Le maire de Milan, Giuseppe Sala, a lancé depuis mai 2020 un ambitieux projet de sortie de la pandémie donnant une place centrale à la ville du quart d'heure.
Cagliari, une ville de l'île italienne de Sardaigne, a lancé un plan stratégique municipal pour revitaliser la ville et améliorer la marchabilité et s'inspirant de la ville du quart d'heure.

#### Suisse
En 2021, la population de la ville de Zurich a adopté un plan d’urbanisme prévoyant le développement de 49 « mini-centres » .
Une étude de 2022 montre que 80 % de la population du canton de Genève (qui est relativement dense) vit déjà dans un territoire des courtes distances.

### Amérique du Nord

#### Canada
La ville d'Ottawa, capitale du Canada, a lancé en 2020 son plan stratégique 15-Minute Neigborhood, pour accéder à la plupart de besoins quotidiens à moins de 15 minutes de marche du domicile.

#### États-Unis
En 2012, la ville de Portland (Oregon) a élaboré un plan pour des quartiers complets dans la ville, qui visent à soutenir les jeunes, à fournir des logements abordables, à promouvoir le développement communautaire et le commerce dans les quartiers historiquement mal desservis.
Aujourd'hui, le programme 20-Minute Neighborhoods se projette à l'horizon 2030 pour que 90% des habitants de Portland puissent facilement se déplacer à pied ou à vélo pour satisfaire tous leurs besoins quotidiens de base, hors travail.

### Océanie
Melbourne a élaboré le « Plan Melbourne 2017-2050 » pour répondre à la croissance et lutter contre l'étalement urbain. Ce plan met en œuvre le concept de 20-minute neighborhood.

## Critiques et soutiens
De nombreuses villes ont mis en œuvre des politiques inspirées de la ville du quart d'heure, mais les avis restent partagés quant à la transposition du modèle.

### Critiques
- une mauvaise prise en compte par le modèle des travailleurs vivant au-delà des centres, pourtant indispensables à leur bon fonctionnement[34] ;
- le fait que les villes avec moins d'étalement urbain sont plus susceptibles de mettre en œuvre le concept que les villes très étalées[35]. Mais d'autres, comme Sally Capp, le Lord Maire de Melbourne, répondent à cette critique en soulignant l'importance des transports en commun dans la construction de la ville de 15 minutes[36].
- d'autres critiques pointent la question d'une dépendance au numérique et aux GAFAM[1].

### Critiques complotistes
Au printemps 2023, une vague de violentes critiques, y compris s'attaquant à la personne et à la famille de Carlos Moreno, s'est étendue sur les réseaux sociaux. Portée par des groupes complotistes et libertariens de droite anglais : elle affirmait que cette « ville du quart d'heure » serait — selon eux —, une manière de vouloir priver les individus de leur liberté de se déplacer.
Mi-2023, en juin, un sondage a montré que 33 % des Britanniques interrogés pensent que les propositions de Carlos  Moreno servent « la volonté du gouvernement de surveiller les citoyens et de restreindre les libertés » et 32 % croient en outre que le « grand remplacement » « de la population blanche par des immigrés non-blancs est en cours ».

### Soutiens
Deux chercheurs grecs, Pozoukidou et Chatziyiannaki (2021), montrent que si l'idée n'est ni nouvelle, ni radicale « puisqu'elle utilise des principes de planification établis de longue date », « elle utilise ces principes pour parvenir à la promotion ascendante du bien-être tout en proposant une autre manière de penser à l'allocation optimale des ressources à l'échelle de la ville », en portant l'accent de la planification de l'accessibilité aux fonctions urbaines vers la proximité de ces fonctions dans les quartiers, avec de nouveaux modèles de gouvernance et d'allocation des ressources, pour une ville plus inclusive, sécurisante et saine (du point de vue pollution et santé au sens large ; au sens de la définition de l'OMS, au profit d'une meilleure qualité de vie ; où « des politiques visant à accroître la micro-mobilité, à réduire les distances de déplacement pour répondre aux besoins de base, à accroître l'utilisation des transports en commun, à modifier les modes de consommation pour réduire la production industrielle et à renforcer l'économie circulaire sont nécessaires pour gérer l'augmentation des émissions de CO2 et de carbone et améliorer la qualité de l'air ». Ces auteurs rappellent les conclusions tirées de la pandémie de Covid, avec le besoin d'un accès aux soins à proximité, mais aussi à une nourriture saine : 

« Il est particulièrement intéressant de noter que pendant la quarantaine, des aliments frais et de qualité ont été trouvés sur les marchés locaux/de quartier. Néanmoins, l'indisponibilité de ces marchés, en particulier dans les quartiers à faible revenu, a entraîné une vulnérabilité accrue de la population.
Ce qui précède souligne l'importance d'éliminer le phénomène des « déserts alimentaires » qui, en cas de crise comme la récente crise sanitaire mondiale, accroît la vulnérabilité de groupes spécifiques et de la société en général.L'aménagement du territoire est peut-être l'outil le plus approprié pour atténuer le phénomène (...) en concevant des infrastructures de transport pour la distribution et l'approvisionnement alimentaire au niveau du quartier, en offrant des espaces pour le développement de marchés de plein air et de jardins communautaires, ainsi qu'en localisant les utilisations pertinentes des terres au niveau thématique. »

Cet article « s'intéresse à la manifestation spatiale de la non-inclusivité qui se présente habituellement à travers des phénomènes de gentrification, de ghettoïsation et de ségrégation socio-spatiale. Il adopte l'approche multidimensionnelle de la Banque mondiale en matière de planification inclusive qui comprend les aspects spatiaux, sociaux et économiques »,. Les auteurs soulignent aussi que la prétendue « mobilité douce » peut profiter du réseau des espaces verts, qui est apparu « comme des zones d'importance vitale pour le maintien de la santé physique et mentale des résidents », ainsi que pour l'établissement de relations avec la communauté et le quartier, tout en invitant à de nouvelles études sur la multifonctionnalité de ces espaces ; « des études suggèrent que l'aménagement du territoire peut jouer un rôle important pour soutenir la mise en œuvre de solutions basées sur la nature et gérer les compromis et les conflits »,,. Pour ce faire, il est impératif de reconnaître les villes comme des habitats partagés et d'utiliser une approche multi-espèces.
Les infrastructures vertes et bleues sont considérées comme des outils fondamentaux pour fournir des services écosystémiques en zone urbaine (...) « un examen plus approfondi de l'idée de FMC suggère qu'elle présente une opportunité de repenser l'allocation des ressources à l'échelle de la ville ».
Le maire de Milan (Giussepe Sala), responsable de la C40 Global Mayors COVID-19 Recovery Task Force considère dans un article de septembre 2020 pour le Forum Economique Mondial « Comment les villes peuvent faire en sorte que le monde de l'après-COVID soit vert, équitable et résilient » que « la ville du quart d'heure s'articule autour de formes simples de mobilité active, garantissant que chacun n'est qu'à une courte distance à pied ou à vélo des biens et services essentiels à la vie ».
En juin 2020, l'organisation mondiale ONU Habitat appelle  à « aider les villes et les gouvernements locaux en vue de proposer des quartiers autosuffisants ou de quartier compact de la ville en 15 minutes ».